# NGC 2605
NGC 2605 ist eine Spiralgalaxie mit aktivem Galaxienkern vom Hubble-Typ S im Sternbild Großer Bär am Nordsternhimmel. Sie ist schätzungsweise 593 Millionen Lichtjahre von der Milchstraße entfernt und hat einen Durchmesser von etwa 70.000 Lichtjahren.
Im selben Himmelsareal befinden sich u. a. die Galaxien NGC 2600, NGC 2602, NGC 2603, NGC 2606.
Das Objekt wurde am 11. März 1858 vom irischen Astronomen R. J. Mitchell, einem Assistenten von William Parsons, entdeckt.